# Ганс-Йоахім Ферстер
Ганс-Йоахім Ферстер (нім. Hans-Joachim Förster; 20 лютого 1920, Грос-Керіс — 24 лютого 1945, Ла-Манш) — німецький офіцер-підводник, оберлейтенант-цур-зее крігсмаріне. Кавалер Лицарського хреста Залізного хреста.

## Біографія
В жовтні 1938 року вступив на службу у ВМФ. В 1941/42 роках служив на есмінці Z-29, здійснив 7 бойових походів. В липні 1942 року був переведений в підводний флот. Як 1-й вахтовий офіцер на підводному човні U-380 здійснив плавання в Середземне море. У травні 1943 року отримав відпустку. В липні-серпні 1943 року командував підводним човном U-348, в серпні 1943 року — U-479, але в бойових операціях участі не брав. З 6 жовтня 1943 року — командир U-480, на якому зробив 3 походи (провівши в морі в цілому 140 днів). Під час другого походу потопив 4 кораблі загальною водотоннажністю 14 621 тонна.
| Дата           | Назва корабля       | Тип               | Тоннаж | Вантаж | Екіпаж | Загинули | Країна             | Конвой |
| -------------- | ------------------- | ----------------- | ------ | ------ | ------ | -------- | ------------------ | ------ |
| 21 серпня 1944 | HMCS Alberni (K103) | Корвет            | 925    |        | 90     | 59       | Канада             |        |
| 22 серпня 1944 | HMS Loyalty (J217)  | Тральщик          | 850    |        | ?      | 20       | Британська імперія |        |
| 23 серпня 1944 | Fort Yale           | Торговий пароплав | 7,134  |        | 67     | 1        | Британська імперія | ETC-72 |
| 25 серпня 1944 | Orminster           | Торговий пароплав | 5,712  | Баласт | 62     | 7        | Британська імперія | FTM-74 |

9 січня 1945 року човен підірвався на британській міні в Ла-Манші південно-західніше Портсмута (50°22′ пн. ш. 01°44′ зх. д.). Всі 48 членів екіпажу загинули.

## Звання
- Кандидат в офіцери (1 жовтня 1938)
- Морський кадет (1 липня 1939)
- Фенріх-цур-зее (1 грудня 1939)
- Оберфенріх-цур-зее (1 серпня 1940)
- Лейтенант-цур-зее (1 квітня 1941)
- Оберлейтенант-цур-зее (1 січня 1943)

## Нагороди
- Нагрудний знак есмінця
- Нагрудний знак мінних тральщиків (1 лютого 1941)
- Залізний хрест
  - 2-го класу (17 лютого 1942)
  - 1-го класу
- Нагрудний знак підводника (18 травня 1943)
- Німецький хрест в золоті (12 вересня 1944)
- Лицарський хрест Залізного хреста (18 жовтня 1944)